# علي ميرزا خان
علي ميرزا خان أو مصطفى علي ميرزا خان (بالفارسية: على ميرزا خان) هو أحد أبناء نادر شاه وهو أبنه الشهير بعد مقتله، أرسل وهو بعمر العشر سنوات  إلى غراتس لتعلم اللغة الألمانية والثقافة الأوروبية وتأثر بها، عند عودته، أعتنق المسيحية الكاثوليكية الرومانية بدل الإسلام الشيعي وعاد إلى فيينا بعد ذلك بعامين وتوفي هناك، غير اسمه إلى اسم ألماني بعدها.